# Sariegos
Sariegos is een gemeente in de Spaanse provincie León in de regio Castilië en León met een oppervlakte van 36,35 km². Sariegos telt 4.904 inwoners (1 januari 2016).